# Ämari
Ämari (Duits: Habbinem) is een plaats in de Estlandse gemeente Lääne-Harju, provincie Harjumaa. De plaats heeft de status van groter dorp of ‘vlek’ (Estisch: alevik).
Tot in 2017 viel de plaats onder de gemeente Vasalemma. In oktober van dat jaar ging die gemeente op in de fusiegemeente Lääne-Harju.

## Bevolking
De plaats had 542 inwoners op 31 december 2011 en 556 inwoners op 31 december 2021.

## Ligging
Ämari ligt ten noorden van Rummu, dat eveneens de status van vlek heeft. Tussen de beide plaatsen in ligt het dorp Veskiküla. Een groot deel van Ämari wordt in beslag genomen door een basis van de Estische luchtmacht.

## Geschiedenis
In het Grondboek van Waldemar was al sprake van een dorp Hemæri. In 1413 kocht de abt van het klooster van Padis (Padise) het dorp Happemat. Het dorp behoorde tot het begin van de Zweedse tijd (1561) tot de bezittingen van het klooster. Op het eind van de 16e eeuw ontstond hier een landgoed, dat de naam van het dorp overnam: Haptmatt, Hapnem of Habbinem. Het dorp Hemæri kreeg een andere naam; vanaf 1552 heette het Surekulla of Suurekülla (‘groot dorp’). Die naam leeft voort in Suurküla, het dorp ten noorden van Ämari. In de jaren veertig van de 20e eeuw kreeg Suurküla weer de naam Ämari; de dorpen Liisküla, Suurevälja en Tänavaotsa gingen erin op. In 1977 kreeg dit dorp opnieuw de naam Suurküla, terwijl de bebouwing rond het vroegere landhuis, inclusief het vliegveld dat daar inmiddels was aangelegd, de naam Ämari kreeg, en de status van vlek.
Vanaf het mdden van de 18e eeuw was het landgoed in handen van de familie von Patkul, na 1883 van de familie von Tritthof. Ernst von Tritthof was de laatste eigenaar voor het landgoed in 1919 door het onafhankelijk geworden Estland werd onteigend.
Het landhuis van het landgoed dateert uit de vroege 19e eeuw. Het is bewaard gebleven, maar verkeert in vervallen staat. Toen in 1940 de aanleg van het vliegveld begon, kwam het op het terrein van het vliegveld te liggen. Het werd ingrijpend verbouwd, net als een paar bijgebouwen. Andere bijgebouwen werden afgebroken. Vanaf het begin van de jaren negentig is het landhuis niet meer in gebruik. Het is niet voor het publiek toegankelijk.

## Vliegveld
Op 28 september 1939 werd Estland gedwongen een ‘verdrag van wederzijdse bijstand’ met de Sovjet-Unie te tekenen. Het gevolg was dat Estland gedwongen was Sovjettroepen op zijn grondgebied toe te laten. Al in 1940, nog voor de omvorming van Estland tot Sovjetrepubliek, begon de bouw van een luchtmachtbasis voor de Sovjetluchtmacht bij Ämari/Suurküla. Na de Duitse inval van 1941 nam de Luftwaffe de basis over; in 1944 werden de Duitsers verdreven en kwam de Sovjetluchtmacht terug. Het vliegveld werd verder uitgebreid; behalve de luchtmacht maakten ook helikopters en vliegtuigen van de Sovjetmarine er gebruik van. Na het herstel van de Estische onafhankelijkheid in 1990 bleef het vliegveld nog tot in 1994 in gebruik bij de Russische marine.
Sinds 1997 is het vliegveld in gebruik bij de Estische luchtmacht. Sinds 2014 wordt het ook gebruikt door Estlands NAVO-partners. Het vliegveld speelt een belangrijke rol bij militaire oefeningen. In 2024 besloot Estland in samenspraak met Luxemburg de luchtmachtbasis te renoveren.
Bij het vliegveld ligt een kerkhof voor omgekomen Sovjetpiloten, waar veel graven zijn gemarkeerd door vliegtuigonderdelen.

## Foto's

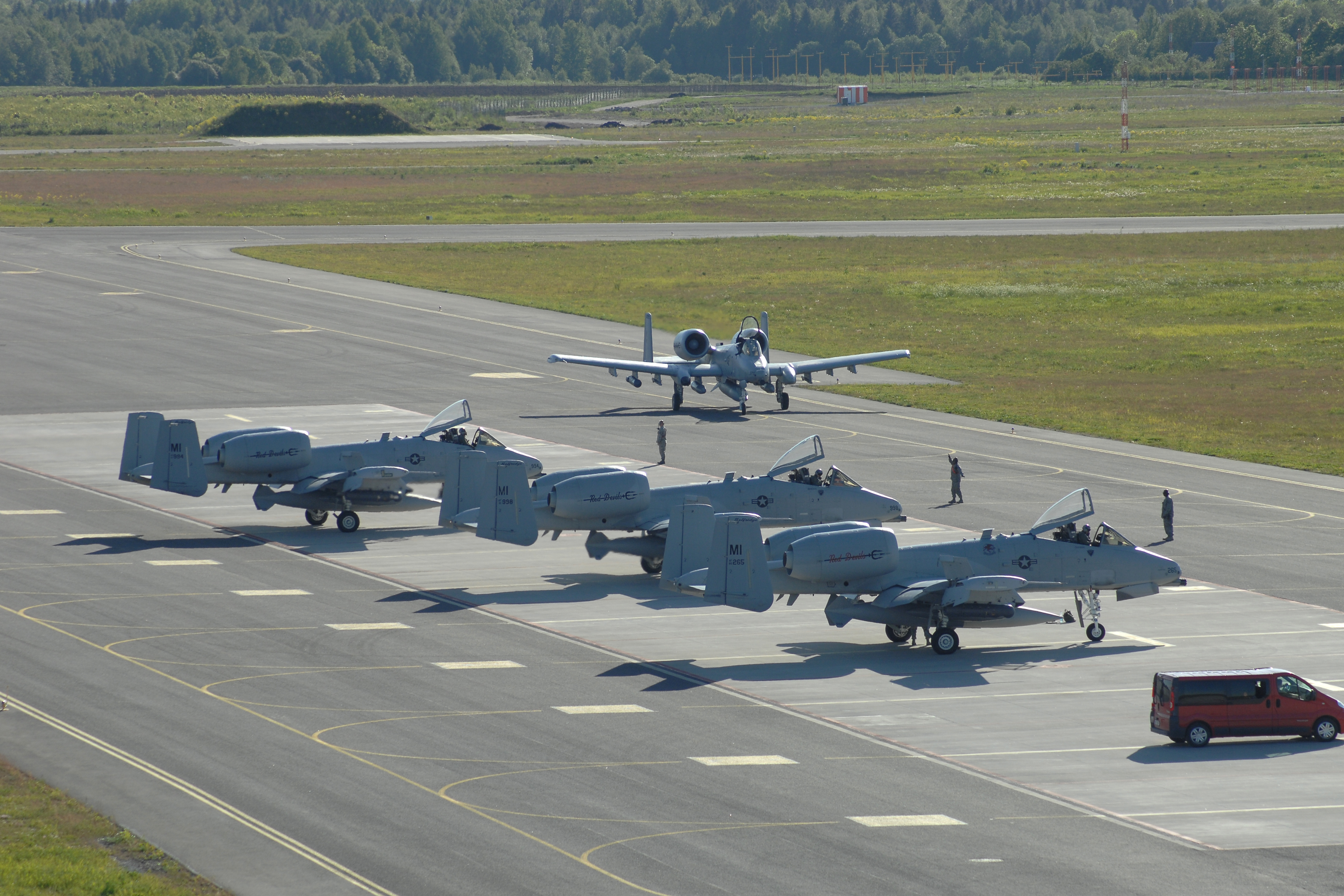
Op het vliegveld
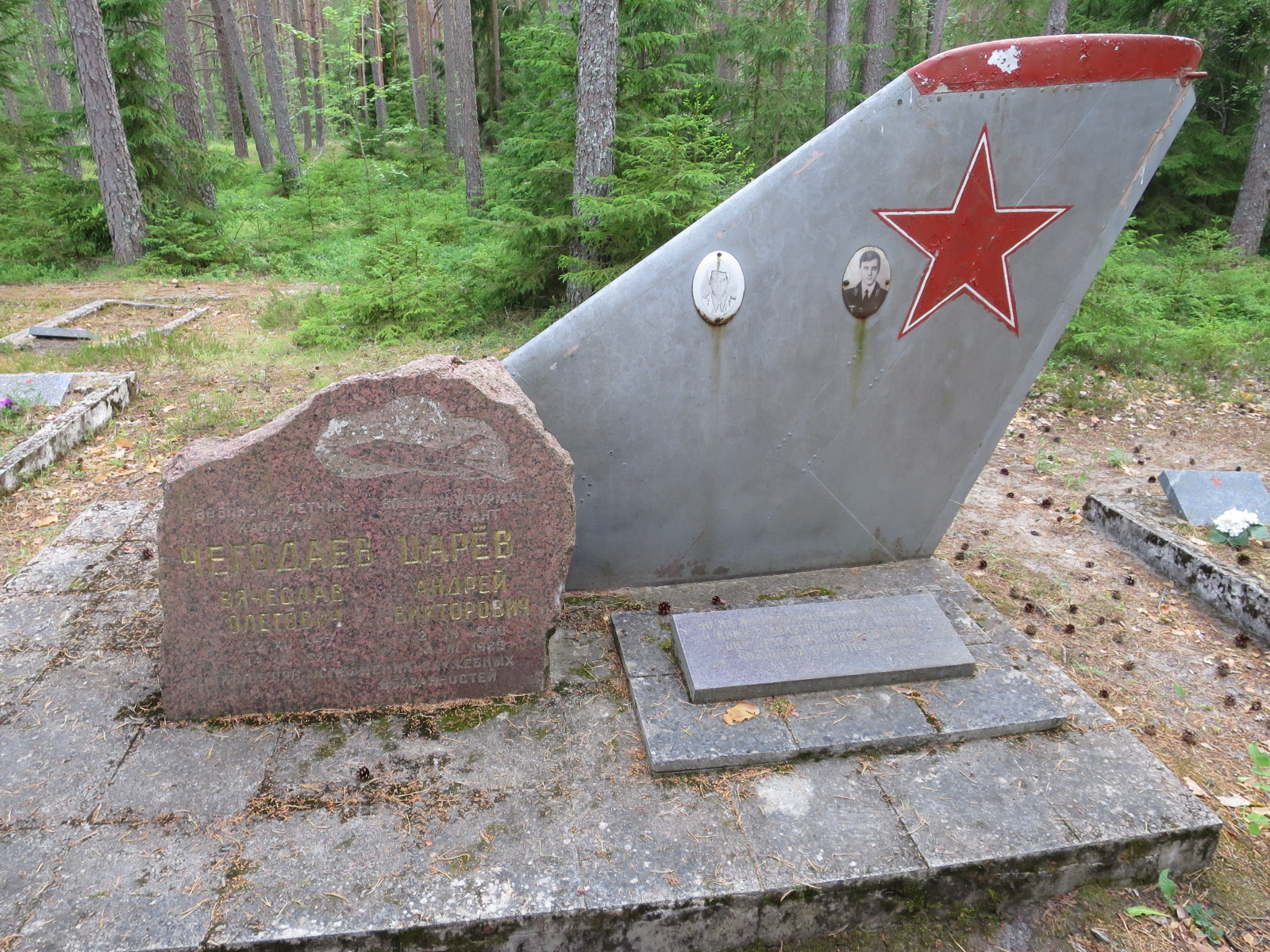
Graven op het pilotenkerkhof
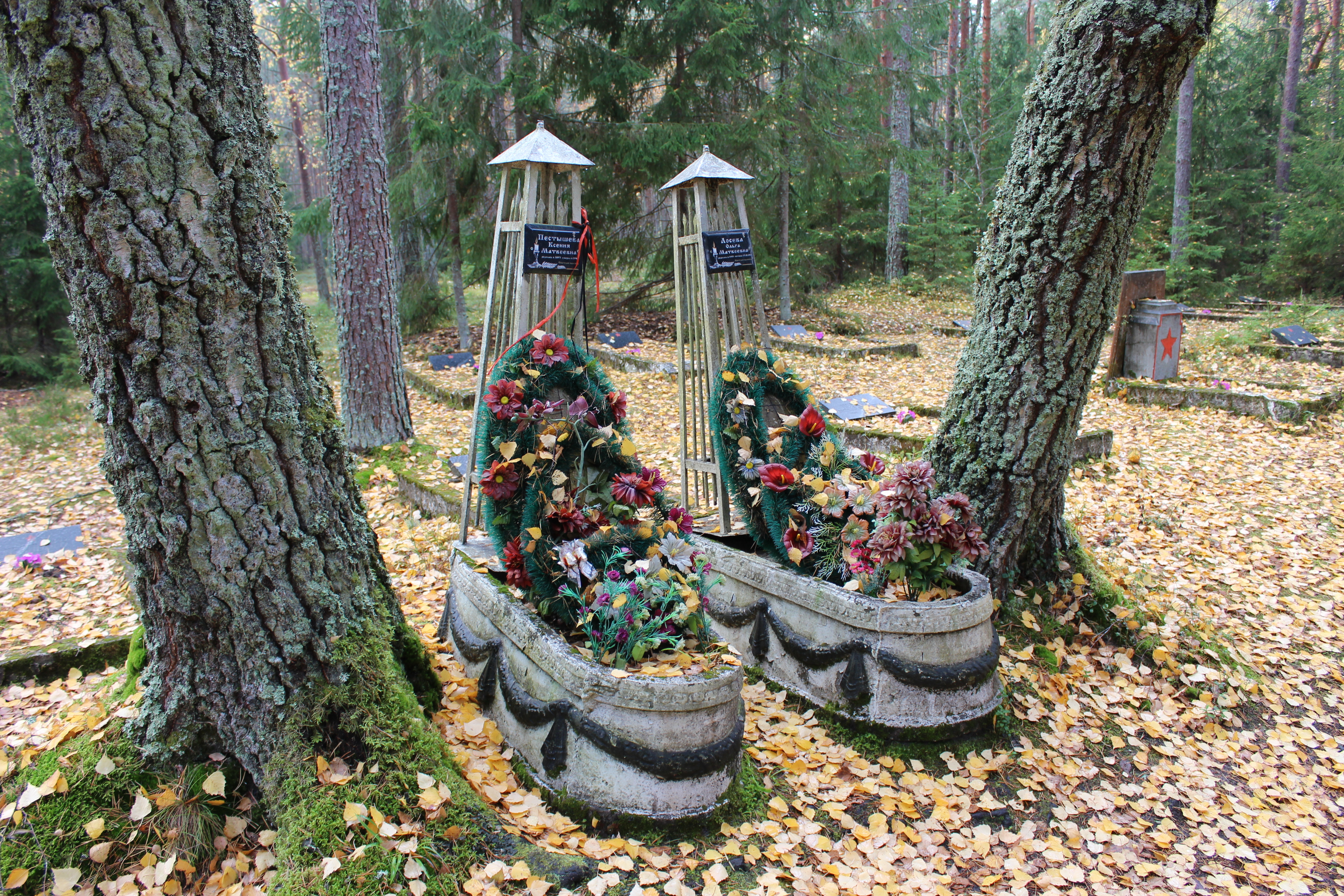
Graven op het pilotenkerkhof (foto: William John Gauthier)